# 中村真一郎
中村 真一郎（なかむら しんいちろう、1918年（大正7年）3月5日 - 1997年（平成9年）12月25日）は、日本の小説家・文芸評論家・詩人。旧字体の「眞一郎」名義での出版もある。
加藤周一らと共に「マチネ・ポエティク」を結成し、共著の時評『1946・文学的考察』で注目される。『死の影の下に』（1947年）で戦後派作家の地位を確立。ほかの作品に『四季』4部作（1975～84年）など。

## 生涯
東京府東京市日本橋区箱崎町（現：東京都中央区）にて生まれる。幼くして母を失い、幼少期は静岡県森町の母方の祖父母の元で育った。東京開成中学校に入学し、終生の文学的盟友であった福永武彦と知り合う。中学時代に父を亡くし、篤志家の援助もあって第一高等学校に進学する。高校時代に加藤周一と知り合う。高校時代のエピソードとして、加藤たちが横光利一を一高に呼んだときに横光を怒らせて、帽子を忘れて帰ったのを中村が届けに行ったという話がある。
東京帝国大学の仏文科に進学。卒業論文はネルヴァルを選ぶ。在学時に堀辰雄の知遇を得て、終生師事した。プルーストと『源氏物語』という、中村の二大文学的源泉への関心はこの時代に育まれた。この頃、作家の芹沢光治良にも、作家としての矜持のありかたについての示唆をうけている。
早くから創作を志し、在学中には劇詩の習作も試みた。福永・加藤たちと共に「マチネ・ポエティク」のグループを作り、押韻定型詩の可能性を追求した。戦後彼らの試みは詩壇から白眼視されたが、中村は最晩年までその試みを続けた。また、ネルヴァルの翻訳もこの時期に公にしたために、戦時中は外国文学紹介の分野で日本文学報国会の会員という扱いを受けている。
小説家としての出発は、戦時中に書いていた作品の公表から始まった。戦時下を生きた一人の知識人の生涯をたどった『死の影の下に』から始まる長編五部作は、中村を戦後文学の旗手の一人として認知させることになった。また、加藤・福永との共著『1946 文学的考察』では、ヨーロッパの文学への造詣の深さを印象づけた。真善美社の出版した、新進作家の作品集に「アプレゲール叢書」と名づけたのも中村であり、「アプレ」が戦後の流行語となった一因でもある。
当時の中村の作品は、戦前の理想と戦後の現実の中に翻弄される知識人の群像を描いた『回転木馬』に代表されるような、現実の日本社会の中での知識人の役割を追求したものが多かった。しかし、1957年に妻の元文学座女優・新田瑛子が幼い娘を残して世田谷区の自宅で睡眠薬自殺をしたことをきっかけにして、精神を病み、電気ショックの療法を受けて、過去の記憶を部分的に失い、その予後として、江戸時代の漢詩を読むようになってから、今までの西洋の文学に加えて、漢文学の要素が作品に加わっていくようになった。香港出身の女優との交流と江戸初期の詩人との感応を描いた『雲のゆき来』、菅原道真の漢詩を現代語にしながらあえて無国籍の詩人のように対象化した『遠隔感応』、外国の都市のなかでの精神のありかを探った『孤独』などが、1960年代の彼の主要な仕事となっていく。さらに、60年代から70年代前半にかけ、『源氏物語の世界』『王朝文学論』『建礼門院右京大夫』『日本古典にみる性と愛』などの古典評論も刊行した。
この時期に、いくつかの分野にわたって「余技」ともいえる著述があり、一つに海外推理小説についての言及で、福永武彦・丸谷才一との共著『深夜の散歩』という形で結実し、海外推理小説に対する日本の読者の知識を増加させた。また、福永・堀田善衛とともに映画『モスラ』の原作として「発光妖精とモスラ」という作品を合作。ただし原作料は、わずかしか払われなかったと回顧している。
「余技」のレベルをはるかに超えていたのが、ラジオドラマの脚本で、単なる声による演技の再現というレベルを超えて、音による風景描写ともいえる深みを出すことに成功し、安部公房などの後の世代のみならず、ヨーロッパの放送局にも影響を与えた。
1970年代以降は、江戸時代後期の漢文学への造詣を基盤にした評伝『頼山陽とその時代』（中央公論社）を刊行をはじめ、近世日本漢文学史の見直しのきっかけを作る。その後も著述を続け、『蠣崎波響の生涯』（読売文学賞受賞）、遺作となった『木村蒹葭堂のサロン』の浩瀚な評伝を著した（各・新潮社）、類書に『詩人の庭』（列伝集、集英社）、『江戸漢詩』（岩波書店）がある。
長編小説では、作者と経歴のよく似た作家を話者として、『四季』四部作（1975年-1984年、新潮社）で日本文学大賞。全体小説の一つの形を作り上げた。短編では「人間精神の諸領域の探求」というカテゴリーで、多様な題材に挑戦執筆した。
『四季』完結後は、再び王朝文学から始まる日本文学史全体を視野に入れた発言が多くなり、『色好みの構造』『王朝物語』『再読日本近代文学』などの文学史的視野をもった著作や『愛と美と文学』『全ての人は過ぎて行く 私の履歴書ほか』『火の山の物語』『私のフランス』など回想記に類する文章が多くなった。晩年に『中村真一郎小説集成』（全13巻、新潮社）を、他に筑摩書房でエッセー集を、新潮社で書評集・評伝などを多数刊行した。
最晩年には、性愛の意味を文学的に探っていった。新潮社で『女体幻想』を、中央公論社『四重奏』四部作を、集英社で遺作となった『老木に花の』を刊行、最後まで創作意欲を持続し、現役作家として生涯を全うした。
中村が最後まで関心を持ち続けたのが、小説の方法であった。欧米の「20世紀小説」と呼ばれた文学動向に関心を持ち、自らの作品の文体表現にまで生かすことを終生の課題とした。その点で、大衆的な人気の出るベストセラー作家とはいえないが、文学の形式と内容に関心をもつ読者には、無視できない存在であったといえよう。
1997年12月25日夕方、加藤周一らと会食中に急性呼吸不全で倒れ、午後11時5分に帰らぬ人となった（享年79歳）。
2006年より、中村真一郎の会が設立され、毎年一冊『中村真一郎手帖』を水声社で刊行している。また、軽井沢高原文庫に文学碑がある。

## 家族
妻として、女優の新田瑛子。新田との間に長女（カトリックの修道女となる）。新田の没後、詩人の佐岐えりぬと再婚。

## 受賞歴
- 1974年『この百年の小説』で毎日出版文化賞
- 1978年『夏』で谷崎潤一郎賞
- 1985年『冬』で日本文学大賞
- 1989年『蠣崎波響の生涯』で藤村記念歴程賞
- 1990年『蠣崎波響の生涯』で読売文学賞（評論・伝記部門賞）
- 1994年勲三等瑞宝章

## 著書

### 創作
- 『死の影の下（した）に』（死の影の下に・第一部）真善美社 1947 のち新潮文庫、講談社文芸文庫
- 『シオンの娘等』（死の影の下に・第二部）河出書房 1948
- 『昨日と今日の物語 中村真一郎短篇集』河出書房・方舟叢書 1948
- 『愛神と死神と』（死の影の下に・第三部）河出書房 1950
- 『魂の夜の中を』（死の影の下に・第四部）河出書房 1951
- 『中村真一郎詩集』ユリイカ 1951
- 『長い旅の終り』（死の影の下に・第五部）河出書房 1952
- 『夜半楽』新潮社 1954 のち新潮文庫
- 『冷たい天使』大日本雄弁会講談社 1955
- 『野性の女』河出新書 1955
- 『感情旅行』講談社ミリオン・ブックス 1955
- 『恋の夜は真昼』宝文館（ラジオ・ドラマ新書）1955
- 『恋路 王朝小説集』河出書房 1956
- 『虚空の薔薇』大日本雄弁会講談社 1957
- 『回転木馬』大日本雄弁会講談社 1957 のち講談社文庫
- 『自鳴鐘』新潮社 1958
- 『天使の生活』東京創元社 1958
- 『永い狂気』新潮社 1960
- 『熱愛者』講談社 1960 のち角川文庫
- 『黒い終点 推理小説傑作選』彌生書房 1960
- 『中村真一郎放送劇集 夢の両側』早川書房 1960
- 『女たち』中央公論社 1961 のち中公文庫、改題「求婚」光文社カッパブックス 1964
- 『恋の泉』新潮社 1962
- 『告別療法』河出書房新社 1962
- 『燃える薔薇』講談社 1963
- 『水中花 典子の運命』講談社 1964
- 『空中庭園』河出書房新社 1965
- 『恍惚』新潮社 1965
- 『雲のゆき来』筑摩書房 1966
- 『孤独』河出書房新社 1966
- 『金の魚』河出書房新社 1968
- 『火の祭り』講談社 1969
- 『遠隔感応』新潮社 1969
- 『死の遍歴』文藝春秋 1970 のち集英社文庫
- 『中村真一郎長篇全集』全4巻 河出書房新社 1970-75
- 『心の裂け目』新潮社 1970
- 『永遠のなかの龍』（人間精神の諸領域の研究 1）新潮社 1972
- 『中村真一郎詩集』思潮社 1972
- 『中村真一郎短篇全集』河出書房新社 1973
- 『遠い娘』（人間精神の諸領域の研究 2）新潮社 1973
- 『今世女性形気』実業之日本社 1974、改題『ぼくのマドンナたち』光文社文庫 1988
- 『夢がたり 王朝小説集』人文書院 1975
- 『四季』（四季・第一部・春）新潮社 1975 のち新潮文庫、小学館
- 『神聖家族』（人間精神の諸領域の研究 3）新潮社 1976
- 『連鎖反応』集英社 1978
- 『詩集 愛と性をめぐる変奏』思潮社 1978
- 『詩集 死と転生をめぐる変奏』思潮社 1978
- 『夏』（四季・第二部）新潮社 1978 のち新潮文庫
- 『死顔』（人間精神の諸領域の研究 4）新潮社 1978
- 『秋』（四季・第三部）新潮社 1981
- 『詩集 時のなかへの旅』思潮社 1981
- 『マチネ・ポエティク詩集』思潮社 1981
- 『永遠の処女』（人間精神の諸領域の研究 5）新潮社 1983
- 『冬』（四季・第四部）新潮社 1984
- 『中村真一郎劇詩集成』全2巻 思潮社 1984
- 『失われた時を求めて ラジオ・ロマン』[注釈 4]筑摩書房 1985
- 『詩集 夢のなかへの旅』思潮社 1986
- 『あまつ空なる… 戯曲』河出書房新社 1987
- 『海景幻想』（人間精神の諸領域の研究・6）新潮社 1988
- 『美神との戯れ』新潮社 1989
- 『中村真一郎詩集』思潮社・現代詩文庫 1989
- 『中村真一郎小説集成』全13巻 新潮社 1992-93
- 『仮面と欲望』（四重奏・第一部）中央公論社 1992 のち中公文庫
- 『女体幻想』新潮社 1992 のち文庫
- 『古韻余響 1・2・3』 ふらんす堂文庫 1992-95（冊子）、中央公論社 1996（全1巻）、※訳詩集
- 『時間の迷路』（四重奏・第二部）中央公論社 1993 のち中公文庫
- 『死者たちのサッカー』文藝春秋 1993
- 『樹上豚句抄』東京四季出版 1993 限定版冊子
- 『暗泉空談』集英社 1994
- 『現代美女双六』河出書房新社 1995
- 『魂の暴力』（四重奏・第三部）中央公論社 1995
- 『陽のあたる地獄』（四重奏・第四部）中央公論社 1996
- 『老木に花の』集英社 1998 遺著
- 『城北綺譚 あるいは、「忘れな草」』水声社 2006。※新発見の遺稿

### 評論・伝記
- 『現代文学入門 二十世紀小説の課題』東京大学出版部 1951
- 『文学の魅力』東京大学出版会 1953
- 『二十世紀文学の展望』河出市民文庫 1953
- 『文学の創造』未來社 1953
- 『芥川龍之介』要書房「要選書」1954
- 『芥川龍之介の世界』青木書店 1956 のち角川文庫、岩波現代文庫 2015
- 『王朝の文学』新潮叢書 1957 のち新潮文庫
- 『文学的感覚』弘文堂 1959
- 『小説入門 人生を楽しくする本』光文社カッパブックス 1962 のち光文社文庫
- 『文学の擁護』河出書房新社 1962
- 『王朝文学の世界』新潮社 1963
- 『戦後文学の回想』筑摩叢書 1963、増補版1983
- 『私説源氏物語』正・続 婦人画報社 1963-64、潮出版社（潮選書）1975
- 『女性論ノート 現代女性の生き方考え方』大和書房 1967、改題「愛するとはどういうことか」1974
- 『私の百章 回想と意見』桂書房 1968 改題『聖者と怪物』冬樹社 1972
- 『源氏物語の世界』新潮選書 1968、改版2023
- 『現代小説の世界 西欧20世紀の方法』講談社現代新書 1969
- 『近代文学への疑問』勁草書房 1970
- 『西欧文学と私』三笠書房 1970
- 『頼山陽とその時代』中央公論社 1971、中公文庫（上中下）1977、ちくま学芸文庫（上下）2017
- 『批評の暦』冬樹社 1971
- 『氷花の詩』冬樹社 1971
- 『建礼門院右京大夫 日本詩人選』筑摩書房 1972
- 『愛をめぐる断想』中央公論社 1972 のち中公文庫
- 『古寺発掘』日本交通公社 1972 のち中公文庫
- 『中村真一郎評論全集』河出書房新社（全1巻）1972
- 『愛の法廷』冬樹社 1973
- 『この百年の小説 人生と文学と』新潮選書 1974、講談社文芸文庫 2019
- 『日本古典にみる性と愛』新潮選書 1975、水声社 2006
- 『暗泉夜話 芸術・歴史・紀行』読売新聞社〈読売選書〉1975
- 『文章読本』文化出版局 1975 のち新潮文庫
- 『長い回復期』青娥書房 1976
- 『詩人の庭』集英社 1976 江戸漢詩人伝
- 『大正作家論』構想社 1977
- 『明治作家論』構想社 1978
- 『昭和作家論』構想社 1979
- 『読書は愉しみ』新潮社 1979
- 『記憶の森』冬樹社 1980
- 『芥川・堀・立原の文学と生 ひとつの系譜』新潮選書 1980
- 『小説の方法 私と「二十世紀小説」』集英社 1981
- 『わが点鬼簿』新潮社 1982
- 『本を読む』新潮社 1982
- 『小説構想への試み』風の薔薇 1982（「四季」四部作創作ノート1『春』、『夏』篇）
- 『艶なる宴』福武書店 1982
- 『中村真一郎評論集成』全5巻、岩波書店 1984
1 文学の方法、2 私の西欧文学、3 私の古典、4 近代の作家たち、5 芸術をめぐって
- 『続・小説構想への試み』風の薔薇 1985（「四季」四部作創作ノート 2『秋』、『冬』篇）
- 『江戸漢詩 古典を読む』岩波書店 1985 のち岩波同時代ライブラリー
- 『夢の復権』福武書店 1985
- 『読書三昧』新潮社 1985
- 『色好みの構造 王朝文化の深層』岩波新書 1985
- 『眼の沈黙』朝日出版社 1986 美術論
- 『不思議な微熱』筑摩書房 1988
- 『読書好日 附・淫書を読む』新潮社 1988
- 『火の山の物語 わが回想の軽井沢』筑摩書房 1988
- 『愛と美と文学 わが回想』岩波新書 1989
- 『緑色の時間のなかで』筑摩書房 1989
- 『蠣崎波響の生涯』新潮社 1989
- 『俳句のたのしみ』新潮社 1990 のち新潮文庫
- 『色後庵漫筆』白楽 1990
- 『暗泉閑話』阿部出版 1991
- 『小説家ヘンリー・ジェイムズ』集英社 1991
- 『読書のよろこび』新潮社 1991
- 『小説家の休業』筑摩書房 1991
- 『文学としての評伝』新潮社 1992
- 『小説とは本当は何か』河合文化教育研究所 1992
- 『王朝物語 小説の未来に向けて』潮出版社 1993 のち新潮文庫
- 『小さな噴水の思い出』筑摩書房 1993
- 『文学的散歩』筑摩書房 1994
- 『読書の快楽』新潮社 1994
- 『人生を愛するには 仙渓草堂閑談』文藝春秋 1995
- 『テラスに立つ少年』筑摩書房 1995
- 『再読 日本近代文学』集英社 1995
- 『眼の快楽』NTT出版 1996 美術論
- 『私の履歴書』ふらんす堂 1997 小冊子
- 『読書日記』ふらんす堂 1998 小冊子
- 『私のフランス』新潮社 1997
- 『全ての人は過ぎて行く』新潮社 1998、水声社 2006
- 『死という未知なもの』筑摩書房 1998 遺著
- 『わが心の詩人たち－藤村・白秋・朔太郎・達治』潮出版社[6]「潮ライブラリー」1998
- 『木村蒹葭堂のサロン』新潮社 2000 遺著（校訂・あとがき瀬木慎一）
- 『作家の自伝 中村真一郎 愛と美と文学〈抄〉／わが点鬼簿〈抄〉／火の山の物語〈抄〉ほか』日本図書センター 2000。小久保実編・解説、シリーズ

## 共編著
- 『1946 文学的考察』加藤周一・福永武彦 真善美社 1947、のち冨山房百科文庫、講談社文芸文庫
- 『永井荷風研究』（編著） 新潮社（作家研究叢書）1956
- 『深夜の散歩―ミステリの愉しみ』福永武彦・丸谷才一 早川書房 1963、のち講談社文庫、ハヤカワ文庫、創元推理文庫
- 『立原道造研究』（編著）思潮社 1971
- 『堀辰雄』小久保実共著 保育社カラーブックス 1972
- 『対話篇』小田実対談 人文書院 1973
- 『おもしろく源氏を読む―源氏物語講義』角田文衛対談 朝日出版社 Lecture books 1980
- 『中村真一郎対話集』全4巻[7]、国書刊行会 1985
- 『日本の名随筆45 狂』（編著）作品社 1986
- 『死を考える』（編著 こころの本）筑摩書房 1988
- 『恋愛について』（編著） 別冊岩波文庫 1989
- 『かるいさわいろ―軽井沢の人と文学』1989 森瑤子、加賀乙彦らとの対談など
- 『発光妖精とモスラ』福永武彦・堀田善衛 筑摩書房 1994
- 『滞欧日録 1995・夏』佐岐えりぬ ふらんす堂 1996
- 『中村真一郎青春日記』池内輝雄・傳馬義澄編 水声社 2012

## 翻訳
- 『火の娘』（ジェラアル・ド・ネルヴァル 青木書店、1941）のち角川書店、新潮文庫（新装復刊1993）
  - 『火の娘たち』（入沢康夫と分担訳、ちくま文庫、2003）
- 『暁の女王と精霊の王の物語』（ネルヴァル 白水社、1943）のち角川文庫（新装復刊1989）
- 『シュザンヌと太平洋』（ジャン・ジュドウ 青磁社、1946）
- 『ボヘミヤの小さな城』（ネルヴァル 創元選書、1950）のち旧・河出文庫
- 『シュペルヴィエル詩集』（クロード・ロワ編 創元社（世界現代詩叢書）、1951）
- 『双頭の鷲』（ジャン・コクトー 新潮社（現代フランス戯曲叢書）、1953、出帆社、1975）のち「全集」東京創元社
- 『現代作家の叛逆』（R.M.アルベレス ダヴィッド社、1954）
- 『歯車』（ジャン＝ポール・サルトル 人文書院、1954）
- 『ポーゾール王の冒険』（ピエール・ルイス 〈世界大ロマン全集23〉東京創元社、1957）
- 『小説と映画』（C.E.マニイ（三輪秀彦共訳）大日本雄弁会講談社、1958）
- 『強盗紳士ルパン』（モーリス・ルブラン 早川書房（世界探偵小説全集）、1958）
- 『ルノーとアルミード』（コクトー、白水社（コクトー戯曲選集第2巻）、1959）
- 『消しゴム』（アラン・ロブ＝グリエ 河出書房新社、1959）
- 『サン・フィアクルの殺人』（ジョルジュ・シムノン 創元推理文庫、1960）
- 『壁抜け男』（マルセル・エイメ 早川書房〈異色作家短篇集第12巻〉、1963）のち改訂版
- 『モンテ・クリスト伯爵 （デュマ 河出書房新社（少年少女世界の文学）、1967）児童向け編訳
- 『私のすべては一人の男』（ボアロー&ナルスジャック 早川書房、1967）
- 『繻子の靴』（ポール・クローデル 人文書院、1968）
- 『ネルヴァール 世界名詩集12』（平凡社、1968）
- 『ヴェルヌ全集 12 インド王妃の遺産』（集英社、1968）のち集英社文庫
- 『狭き門』（アンドレ・ジッド、講談社文庫、1971）、他に講談社「世界文学全集」
- 『ソーの舞踏会』（バルザック「全集24」東京創元社、1974）
- 『伊勢物語・現代語訳』（河出書房新社（日本古典文庫）、新版1976）
- 『堤中納言物語・現代語訳』（河出書房新社（日本古典文庫）、新版1976）
- 『とりかえばや物語』（ちくま文庫、1992）。元版・筑摩書房「日本古典文学全集7 王朝物語集」

## 研究
- 『中村真一郎論』（小久保実 審美社、1975）
- 『中村真一郎とその時代』（小川和佑 林道舎、1983）
- 『時のいろどり 夫中村真一郎との日々によせて』（佐岐えりぬ 里文出版、1999）
- 『戦後文学の旗手・中村真一郎』（鈴木貞美 水声社、2014）

## 関連人物
- 加藤周一
- 福永武彦
- 石川淳
- 埴谷雄高
- 武田泰淳
- 野間宏

- 堀田善衛
- 丸谷才一
- 鶴見俊輔
- 小田実
- 篠田一士
- 小川和佑

- 松岡青蘿 - 俳人
- 亀田鵬斎 - 漢詩人